# Sderot
Sderot (em hebraico: שְׂדֵרוֹת; lit. "boulevards"), é uma cidade ocidental do Neguev e antiga cidade em desenvolvimento no Distrito Sul de Israel. Em 2024, tinha uma população de 35.498.
Sua proximidade com a Faixa de Gaza (situada a menos de 2.5 km) faz com que Sderot seja um alvo fácil de foguetes Qassam, lançados do território palestino desde o início da Segunda Intifada.
Sderot é uma das cidades mais pobres de população judia no país[carece de fontes?]. Somente 3 de 10 alunos conseguem o diploma do ginásio[carece de fontes?].

## História
Os primeiros habitantes de Sderot chegaram em 1951 ao acampamento de trânsito (ma'abara) de Gevim-Dorot, parcialmente situado em terras do antigo vilarejo árabe de  Najd. Pouco antes da invasão de Israel pelo exército egípcio o vilarejo havia sido destruído como parte do plano D (em hebraico, Daleth) da Haganah e  a população expulsa refugiou-se na Faixa de Gaza sob controle egípcio, no contexto do êxodo palestino ligado à guerra civil no Mandato da Palestina e à primeira guerra israelo-árabe, que se seguiram à criação do Estado de Israel.
Os novos residentes da área eram, em maior parte, refugiados judeus curdos e iranianos, que, por vários anos, permaneceram acampados em  barracas. As primeiras casas só foram construídas em 1954.
Ao longo da década de 1950, Sderot recebeu também numerosos imigrantes originários do Marrocos e da Romênia. Era a mais ocidental das chamadas "cidades de desenvolvimento" do norte do deserto de Negueve. Para essas cidades, implantadas no meio do nada e sem real perspectiva de desenvolvimento econômico, foram enviados os imigrantes judeus mais pobres, vindos do Marrocos e depois, da URSS e da Etiópia. Nos fim dos anos 1990 essas cidades detinham apenas 17% da população de Israel mas respondiam por 40% dos desempregados do país%. Enquanto a taxa de desemprego do país era de aproximadamente 9%, nas "cidades de desenvolvimento" chegava a ser o dobro. Ainda hoje, essas cidades apresentam uma taxa de desemprego bem superior à média nacional, e centenas de famílias ali vivem abaixo do limiar de pobreza
Sderot obteve o estatuto de conselho local em 1958. À época do censo de 1961, 87% dos imigrantes provinham da África do Norte (principalmente do Marrocos) enquanto que 11% eram originários do Curdistão.
Na década de 1990, Sderot recebeu também um grande contingente oriundo da ex-URSS e sua população dobrou. Em 1996, obteve o estatuto de cidade.

## Referências

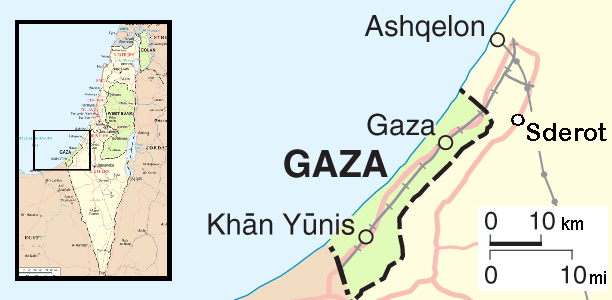
O mapa mostra quão próxima Sderot está da Faixa de Gaza